# Ambasadorowie Stanów Zjednoczonych w ZSRR

## AmbasadorowieStanów ZjednoczonychwZSRR(1933–1991)
| Nazwisko                 | Nominacja            | Przedstawienie listów uwierzytelniających | Zakończenie misji    | Uwagi |
| ------------------------ | -------------------- | ----------------------------------------- | -------------------- | --- |
| William C. Bullitt       | 21 listopada 1933    | 13 grudnia 1933                           | 16 maja 1936         | |
| Joseph E. Davies         | 16 listopada 1936    | 25 stycznia 1937                          | 11 czerwca 1938      | |
| Laurence A. Steinhardt   | 23 marca 1939        | 11 sierpnia 1939                          | 12 listopada 1941    | |
| William H. Standley      | 14 lutego 1942       | 14 kwietnia 1942                          | 19 września 1943     | |
| William Averell Harriman | 7 października 1943  | 23 października 1943                      | 24 stycznia 1946     | |
| Walter Bedell Smith      | 22 marca 1946        | 3 kwietnia 1946                           | 25 grudnia 1948      | |
| Alan G. Kirk             | 21 maja 1949         | 4 lipca 1949                              | 6 października 1951  | |
| George F. Kennan         | 14 marca 1952        | 14 maja 1952                              | 19 września 1952     | 3 października 1952 rząd ZSRR uznał Kennana za persona non grata i od tej daty nie sprawował funkcji i nie powrócił na placówkę. |
| Charles E. Bohlen        | 27 marca 1953        | 20 kwietnia 1953                          | 18 kwietnia 1957     | |
| Llewellyn E. Thompson    | 3 czerwca 1957       | 16 lipca 1957                             | 27 lipca 1962        | |
| Foy D. Kohler            | 20 sierpnia 1962     | 27 września 1962                          | 14 listopada 1966    | |
| Llewellyn E. Thompson    | 13 października 1966 | 23 stycznia 1967                          | 14 stycznia 1969     | |
| Jacob D. Beam            | 14 marca 1969        | 18 kwietnia 1969                          | 24 stycznia 1973     | Adolph Dubs pełnił obowiązki Chargé d’affaires ad interim pomiędzy styczniem 1973 a marcem 1974.                                 |
| Walter J. Stoessel Jr.   | 19 grudnia 1973      | 4 marca 1974                              | 13 września 1976     | |
| Malcolm Toon             | 24 listopada 1976    | 18 stycznia 1977                          | 16 października 1979 | |
| Thomas J. Watson Jr.     | 10 października 1979 | 29 października 1979                      | 15 stycznia 1981     | |
| Arthur A. Hartman        | 28 września 1981     | 26 października 1981                      | 20 lutego 1987       | |
| Jack F. Matlock Jr.      | 12 marca 1987        | 6 kwietnia 1987                           | 11 sierpnia 1991     | |
| Robert S. Strauss        | 2 sierpnia 1991      | 24 sierpnia 1991                          | 19 listopada 1992    | Akredytowany przy rządzie ZSRR – kontynuował służbę jako ambasador w Federacji Rosyjskiej po rozpadzie i likwidacji ZSRR.        |